# Hurecourt
Hurecourt település Franciaországban, Haute-Saône megyében. Lakosainak száma 47 fő (2022. január 1.). Hurecourt Demangevelle, Montdoré, Ormoy és Polaincourt-et-Clairefontaine községekkel határos.

## Népesség
A település népességének változása:
| Lakosok száma | 51   | 42   | 43   | 40   | 42   | 44   | 46   | 46   | 47   |
|               | 2013 | 2015 | 2016 | 2017 | 2018 | 2019 | 2020 | 2021 | 2022 |